# Намаксин

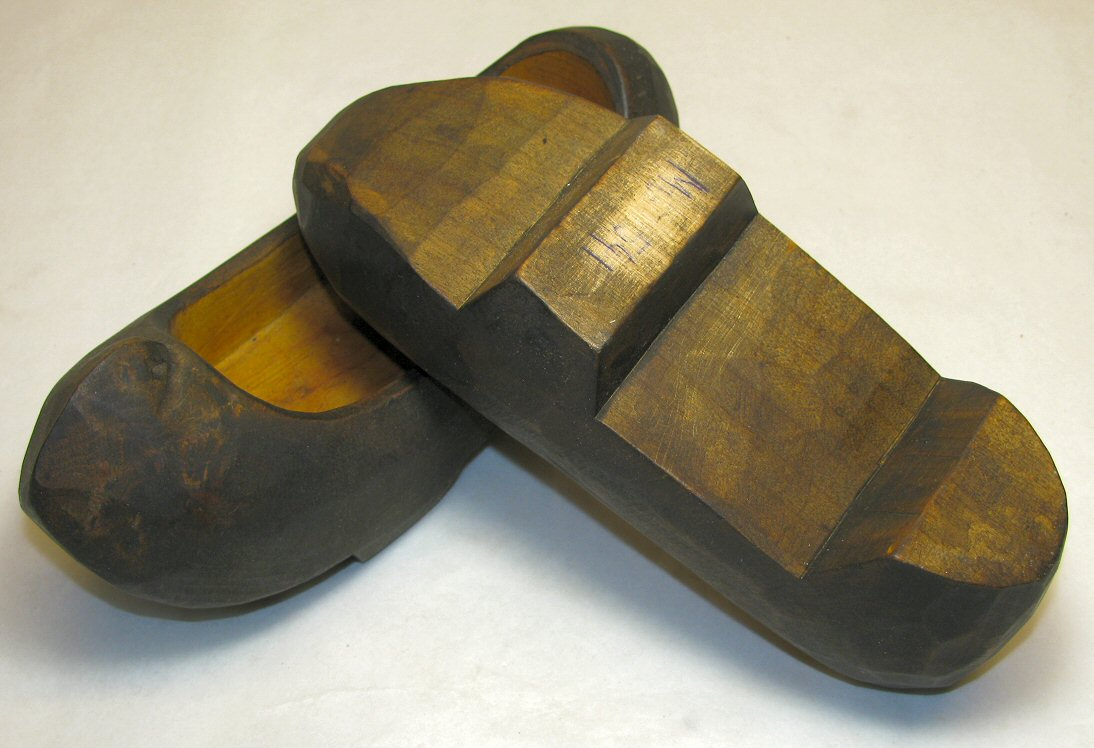
Пара намаксинов

Намаксин (кор. 나마신) — традиционная корейская обувь, разновидность деревянных башмаков. Имеют закрытый носок, изготовлены из цельного куска дерева, они были предназначены для защиты от грязи и дождя.

## История
Раньше считалось, что деревянные башмаки пришли в Корею не из соседних азиатских стран, а из Нидерландов. Однако на самом деле деревянная обувь была известна в Корее, по крайней мере, в период Троецарствия (Самгук). В это время носили пхёнгык (кор. 平屐), деревянные сандалии. Предполагается, что из Пэкче пхёнгык попали в Японию, став прототипом гэта. У сабо в Пэкче было три отверстия[какие?], как и у гэта позже, у сабо в Силла же было пять отверстий[каких?].
В период Троецарствия было два типа деревянной обуви: с открытым и с закрытым носком. Со временем последний стал называться намаксин. Эту обувь носили корейцы всех возрастов и социальных положений, как правило, в дождливую погоду.